# تورات میشنا

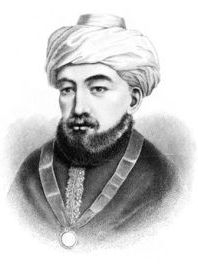
ابن میمون

تورات میشنا (به انگلیسی: The Mishneh Torah)؛ ‏ عبری: מִשְׁנֵה תוֹרָה‎، ت. «تکرار و تلقین تورات») که با نام سیفر یاد ها-هزاکا (انگلیسی: Sefer Yad ha-Hazaka) نیز شناخته می‌شود، دفترنامه‌ای حقوقی از احکام مذهبی یهودیت خاخامی (هلاخا) است که توسط ابن میمون تألیف شده‌است. تورات میشنا بین سال‌های ۱۱۷۰ و ۱۱۸۰ میلادی، در زمانی که ابن میمون در مصر زندگی می‌کرد، گردآوری شد و شاهکار او محسوب می‌شود.
تورات میشنا مشتمل بر چهارده دفتر است که به بخش‌ها، فصل‌ها و پاراگراف‌هایی تقسیم می‌شود. تورات میشنا تنها اثر مربوط به دوران قرون وسطی است که تمام قوانین یهودی را شرح می‌دهد؛ از جمله قوانینی که فقط زمانی قابل اجرا هستند که پرستش‌گاه اورشلیم وجود داشته باشد. این اثر همچنان یک اثر مهم در یهودیت است.

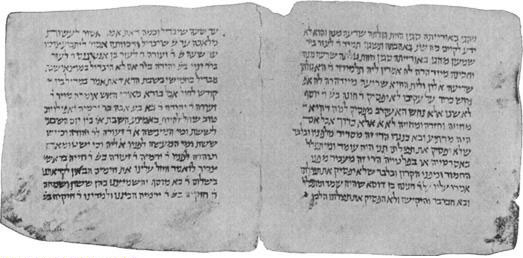
صفحه‌ای از نسخه خطی تلمود اورشلیم قرون وسطایی، در گنیزای قاهره

عنوان این اثر نامی است که در اصل برای کتاب مقدس سفر تثنیه استفاده می‌شده‌است و نام مستعار این اثر، «کتاب دست نیرومند»، از تقسیم‌بندی آن به چهارده دفتر گرفته شده‌است: حروف عبری /j/ (ی) و /d/ (د) در عنوان این رساله، با هم دارای ارزش عددی ۱۴ هستند که به چهارده قسمت تشکیل‌دهنده دفترنامه اشاره دارد.